# Fraischamt
Ein Fraischamt war eine Rechtsinstitution des Mittelalters und der frühen Neuzeit, deren Kernaufgabe in der Ausübung der Hochgerichtsbarkeit bestand.

## Definition
Fraischämter waren Gerichts- und Verwaltungsbehörden im Heiligen Römischen Reich (HRR), die mit der Wahrnehmung der Hochgerichtsbarkeit betraut waren. Zu ihren Kompetenzbereichen gehörten die Strafverfolgung und die Strafgerichtsbarkeit. Wie auch in anderen Rechtsbereichen üblich, nahmen daher Fraischämter gleichzeitig exekutive und judikative Aufgaben wahr.
Das Bestimmungswort des Fraischamtes geht auf den Begriff Fraisch zurück. Die inhaltliche Bedeutung entsprach dabei dem der Cent, obwohl die Namensherkunft eine andere war. Denn dieser Begriff wurde von lateinisch centum (hundert) hergeleitet, was auf die Zeit der Fränkischen Landnahme zurückging, da in dieser Zeit die Ansiedlung der Kolonisten nach Hundertschaften erfolgte.
Später verwendete Bezeichnungen für die Fraisch waren die Hoch-, Blut oder Malefizgerichtsbarkeit. Die Wirkungskreise der Fraischämter waren fest umrissen und völlig losgelöst von der sonstigen staatlichen Organisation. Die Bezeichnung „Fraischamt“ wurde hauptsächlich von den weltlichen Territorien (wie etwa der Reichsstadt Nürnberg oder den Markgraftümern Brandenburg-Ansbach und Brandenburg-Bayreuth) im HRR verwendet, ihr Pendant in den geistlichen Territorien war in der Regel das Centamt. Wie die Centämter waren die Fraischämter zwar auch selbstständige Ämter, zumindest in Personalunion waren sie aber meist mit Vogteiämtern bzw. Pfleg- oder anderen Ämtern verbunden. In manchen Fällen wurden sie daher auch als „Fraischvogteiamt“ bezeichnet, womit ihre Doppelfunktion verdeutlicht wurde.